# Čechie-Böhmerland
Čechie (německy Böhmerland) byla firma, zabývající se výrobou motocyklů, fungující v letech 1924–1939. Čechie byla nejdelší sériově vyráběný motocykl na světě, měřila na délku 3,2 m. Motocykl zkonstruoval a vyráběl ve svých dílnách Albin Hugo Liebisch. Původně motocykly vyráběl v Krásné Lípě, později svůj podnik přesunul do vísky Kunratice u Šluknova. V Krásné Lípě, kde byla firma původně založena, se stále konají srazy těchto motocyklů. V současné době jsou motocykly této značky velmi ceněné, bylo jich totiž vyrobeno jen asi 775 kusů (všechny verze dohromady).
Typickým znakem motocyklů Böhmerland je masivní rám z trubek, lité (z lehké slitiny), popř. lisované (z plechu) disky kol a dvě benzínové nádrže umístěné po stranách motocyklu na zádi. Pozdější modely byly vybaveny i nádrží umístěnou na klasickém místě nad motorem, před řidičem.
Nejčastěji použitou pohonnou jednotkou je motor Liebischovy vlastní konstrukce, čtyřdobý dvouventilový jednoválec 600 cm³ s ventilovým rozvodem OHV. Méně časté jsou dochované modely motocyklu s jednoválcovým dvoudobým motorem 350 cm³, který dosahoval podobného výkonu jako čtyřdobý motor 600 cm³.

## Verze

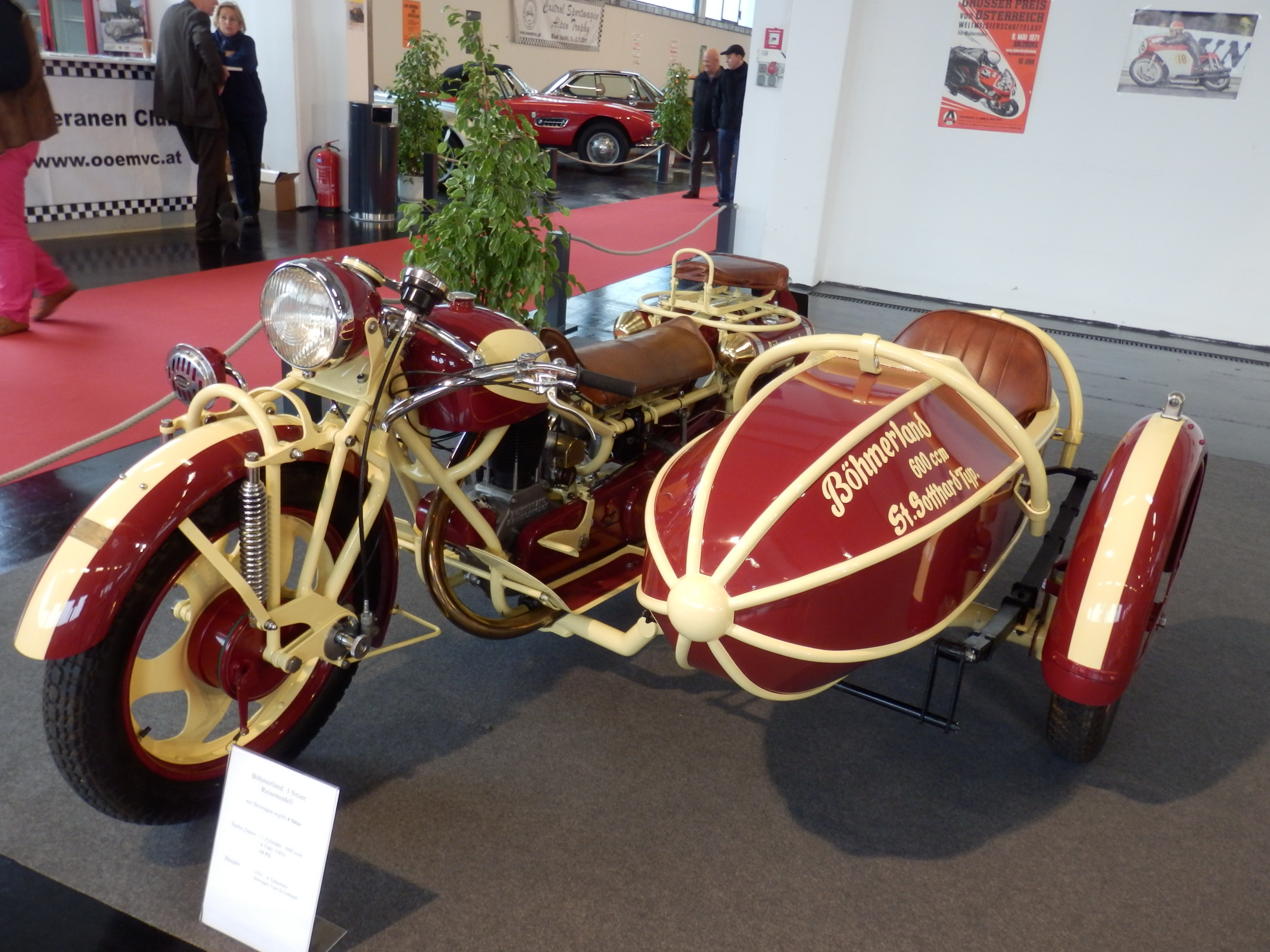
Böhmerland se sajdkárou

- Dlouhá (také cestovní, 600 cm³)
- Krátká (600 cm³)
- Čtyřmístná (dvě převodovky, pro armádu, 600 cm³)
- 350 cm³ (po roce 1935)
- 700 cm³ (rok 1938, pravděpodobně dodnes nedochovaná)